# جيمس أوينز
جيمس أوينز (بالإنجليزية: James Owens)‏ هو لاعب كرة قدم أمريكية أمريكي، ولد في 5 يوليو 1955 في ساكرامنتو في الولايات المتحدة.

## وصلات خارجية
- جيمس أوينز على موقع الاتحاد الدولي لألعاب القوى (الإنجليزية)
- جيمس أوينز على موقع مرجع كرة القدم المحترفة.كوم (الإنجليزية)
- جيمس أوينز على موقع أوليمبيديا (الإنجليزية)